# Список космических запусков в 1957 году
Список орбитальных запусков, произведённых в 1957 году. Розовым цветом выделены неудачные запуски. Жирным выделены пилотируемые космические аппараты.
| Дата (UTC)     | Стартовый комплекс | Ракета-носитель | NSSDC ID  | SCN   | Название КА  | Тип/Назначение |
| -------------- | ------------------ | --------------- | --------- | ----- | ------------ | -------------- |
| 04.10 19:28:34 | Байконур Пл. 1     | Спутник 8К71-ПС | 1957-001B | 00002 | Спутник-1    | ПС-1           |
| 03.11 02:30:42 | Байконур Пл. 1     | Спутник 8К71-ПС | 1957-002A | 00003 | Спутник-2    | ПС-2           |
| 06.12 16:44:35 | Канаверал LC-18A   | Авангард TV-3   |           |       | Авангард TV3 | Авангард       |